# Cindy & Bert

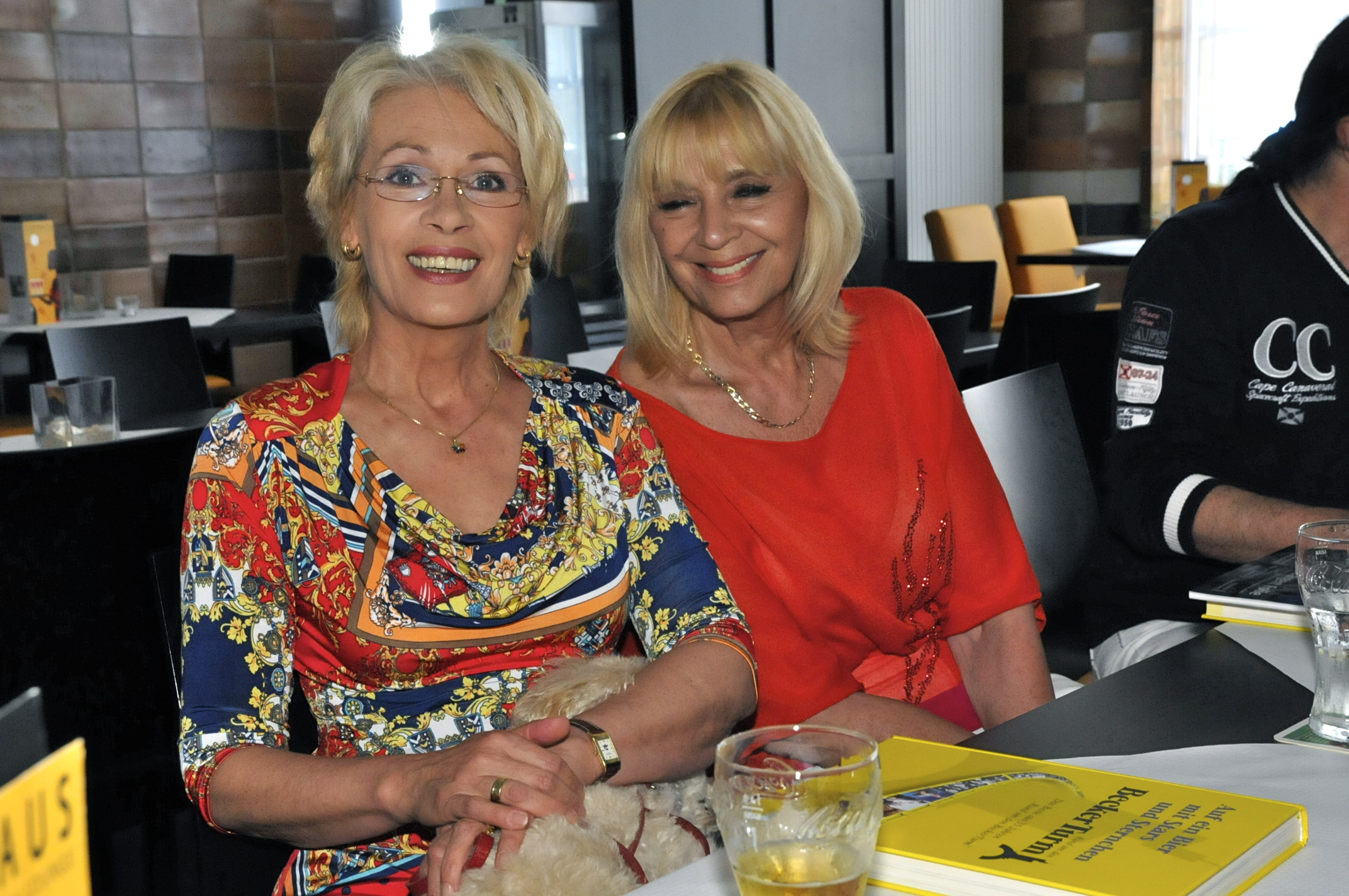
Ingrid Peters (vänster) och Cindy Berger

Cindy and Bert var en tysk schlagerduo som deltog i Eurovision Song Contest 1974 för Västtyskland med bidraget Die Sommermelodie. De fick bara 3 poäng och slutade på en fjortondeplats.